# خان نشین
خان نشین (به لاتین: Khanashin) یک منطقهٔ مسکونی در افغانستان است که در ولایت هلمند واقع شده‌است. خان نشین ۶۴۲ متر بالاتر از سطح دریا واقع شده‌است.